# Deives Thiago Santos da Silva
Deives Thiago Santos da Silva (nacido el 1 de abril de 1982) es un exfutbolista brasileño que se desempeñaba como centrocampista.

## Trayectoria

### Clubes
| Club          | País   | Año  |
| ------------- | ------ | ---- |
| Júbilo Iwata  | Japón  | 2003 |
| São José      | Brasil | 2003 |
| Grêmio        | Brasil | 2004 |
| Canoas        | Brasil | 2006 |
| Esportivo     | Brasil | 2007 |
| Guarany       | Brasil | 2008 |
| Ceará         | Brasil | 2008 |
| Trindade      | Brasil | 2009 |
| Cerâmica      | Brasil | 2009 |
| Internacional | Brasil | 2010 |
| Cianorte      | Brasil | 2010 |
| Luverdense    | Brasil | 2011 |
| Avenida       | Brasil | 2011 |
| Noroeste      | Brasil | 2013 |